# نوران شرف
نوران المغوري شرف (مواليد 30 سبتمبر 1985 - القاهرة، مصر) هي لاعبة كرة طائرة مصرية ومتقاعدة. مثلت مصر مع منتخب الكرة الطائرة للسيدات.

## مسيرتها الرياضية
في عام 2003 شاركت في كأس العالم للسيدات لكرة الطائرة على مستوى الأندية، لصالح النادي الأهلي المصري.